# Novorizonte
Novorizonte este un oraș în Minas Gerais (MG), Brazilia.